# 新庄市
新庄市（日语：／ Shinjō shi */?）是位於日本山形縣東北的城市，地處新庄盆地内，在地理上相當於最上地方的中心位置。整個市區坐落在升形川等河流形成的平原上。新庄市在江戶時代初期作為城下町而開始發展，之後則發展成為新庄藩的中心地區。當地因位居交通要地，自古以來就被稱為「東北的十字路口」。現今新庄市的交通網相當發達，國道13號與國道47號在市內交會，當地也是陸羽西線的起點和山形新幹線、山形線與陸羽東線的終點。

## 地理
新庄市境內約57.5%的面積被山林和原野覆蓋，約25.7%的土地為農業用地。轄區地處在被奧羽山脈與出羽山地包圍的新庄盆地内。東部坐落著以神室山為主的神室連峰，並且從東北部的神室山綿延至東南部的八森山與杢藏山；西部地區的丘陵地帶則是升形川與鮭川、新田川與最上川的匯流處，最上川則流經西南部地區並往西注入日本海。發源於神室山連峰的泉田川、升形川與新田川流經市內，在中部地區形成由沖積扇與氾濫平原構成的新庄盆地，並在西邊與最上川匯流。

### 氣候
新庄市的年均溫約為11℃，冬季的降雨和降雪量較多，是具有日本海側氣候明顯特徵的豪雪地帶。根據統計，2020年新庄市的年均溫為12.1℃，年降雨量則為2304毫米。

## 歷史
據說3萬至1萬5000年前的舊石器時代晚期，最上地方便開始有人類定居，在新庄市周圍的台地曾發掘出同時期的石器。當地具代表性的舊石器時代遺址包括東部的山屋與亂場堂等遺址，其中東山一帶出土的遺址數量特別多，是山形縣内具代表性的遺址之一。
大和王權的勢力進入東北地方之後，和銅元年 (708年），朝廷於越後國庄内地方設立出羽郡，並修築出羽柵。和銅5年 (712年）9月，出羽國從越後國分離並正式建立，之後陸奧國的最上郡與置賜郡被編入出羽國。奈良時代，朝廷在陸奧國與出羽國修築山間道路，並在新庄附近的平戈 (現金山町附近) 設置驛站。根據室町時代編纂的義經記記載，據說源義經為躲避源賴朝的追捕，在前往奧州平泉的途中沿著最上川逆流而上，並在新庄的本合海地區下船。
鎌倉時代，幕府開始在平安時代後期興建的莊園與國衙領地設立地頭的職位。根據鎌倉時代中期以後的史料記載，當時有許多御家人被分配至出羽國内擔任地頭。置賜地方由大江氏統治  (後來的長井氏)，東根市周邊由中條氏統治 (後來的小田島氏)，庄内地方則由大泉氏統治 (後來的武藤氏)。這些御家人的庶族或是家臣在各自的領地上擴張勢力，成為後來統治當地的大名。
延文元年 (1356年) ，北朝的斯波兼賴擔任羽州探題並入主山形後，斯波氏透過分封庶族掌控村山與最上地方。而斯波兼賴的後代則在室町時代被幕府獲封屋形號「最上屋形」，斯波兼賴也成為最上氏的初代家主。最上氏第2代當主最上直家將其庶出子女分封至山形各地，其中六男最上滿久分封至清水地區(現大藏村) ，並以當地地名自稱為清水氏。此後130多年，清水氏在最上地方的領地達2萬7000石，領地範圍包括今日的大藏村、戶澤村、舟形町、新庄市及鮭川村部分地區。
戰國時代，最上地方由清水氏、鮭延氏與細川氏統治。天正8年 (1580年) ，最上氏第11代當主最上義光消滅最上地方的細川氏。隔年 (1581年) ，鮭延氏臣服於最上氏，整個最上地方皆被最上氏控制。慶長19年 (1614年) ，清水氏因最上氏內部的御家騷動而滅亡後，左澤城城主日野將監移往新庄管理清水氏原本的領地。日野將監代理新庄期間，新庄地區作為代替清水地區的城下町而進行修建，奠定其日後作為最上地方的政治與經濟中心的基礎。
元和8年 (1622年) ，幕府因最上氏內部的嚴重衝突而決定將最上家信改易。最上氏遭改易後，其舊領地山形藩被封給鳥居忠政，常陸國松岡藩藩主戶澤政盛則被加封出羽國的最上郡與村山郡共6萬石，並且入主新庄藩。戶澤政盛入主新庄藩後便開始整備周圍的城下町。此後由戶澤氏統治的新庄地區直到明治4年 (1871年) 日本廢藩置縣的250多年間，作為新庄藩的中心地區而相當繁榮。

## 產業
新庄市的農產品出口額在1985年達到高峰後便開始下滑，但近年來有逐漸增加的趨勢，當地生產的韭菜、蔥和蘆筍等園藝作物的生產額正逐漸增加。新庄市的稻米生產總額則佔當地農產品總生產額的60%以上，是山形縣内13個城市中占比最高的城市。

## 交通

### 鐵道
JR東日本的奧羽本線、陸羽東線和陸羽西線通過市內。新幹線方面，新庄市是山形新幹線的終點。
- 東日本旅客鐵道
  - 山形新幹線：新庄站
  - 奥羽本線：新庄站 - 泉田站
  - 陸羽西線：新庄站 - 升形站 - 羽前前波站
  - 陸羽東線：南新庄站 - 新庄站

### 道路
- 高速公路
  - 東北中央自動車道
- 一般國道
  - 國道13號
  - 國道47號
  - 國道458號

## 出身名人
- 冨樫義博 - 漫畫家
- 小林武史 - 音樂製作人、編曲家、作詞家、作曲家
- 平塚廣義 - 台灣總督府總務長官